# 仙台貨物
仙台貨物（せんだいかもつ）は、日本のコミックバンドである。
2001年9月結成。通称「仙貨」。メンバーの間では「貨物」と略している。
2009年11月5日の日本武道館をもって倒産し活動を休止したが、2011年バンド活動のみ復活し活動再開した。

## 社員
※バンドのメンバーは"社員"と位置づけしている。
- イガグリ千葉（チバ）… イガグリ・ボーカル

勤務歴3年。部署:配達部。162cm 50kg。14歳（現在年齢不明）・A型。（オフィシャルサイト・社員情報による、以下社員同）
元の素顔がわからないくらいに、マンガのキャラクターのような濃いメイクが特徴。ライブなどでは下ネタ発言、変態行動が多い。
黒いカラーコンタクトを着けている。
NIGHTMAREのボーカルYOMIの弟（という設定）。
本名:千葉駿（ - チバ タカシ）（ラジオで暴露。
宮城県古川市（現大崎市）出身。
2010年10月1日の千葉ソロLIVEにて(2010年の時点で)20歳と発覚。
「ROCK AND READ 048」にて「ウィキペディアの年齢がずっと14歳のままになっている。人間で成長しない人はいないから直してほしい」と発言。2013年現在23歳であることをあきらかにした。
誕生日は7月4日で、仙台貨物のメンバーで唯一、誕生日が明らかになっている。
- フルフェイス… 顔面狂器・ギター

勤務歴29年。部署はのほほん君。12cm 300kg。82歳（現在年齢不明）・AB型。
猫の妖精
顔に沢山付いているトゲトゲピアスが特徴。
千葉と同じくカラーコンタクトをしている。（色は赤）
仙台貨物の曲の中で甲高いコーラスが聞こえることがあるが、全てフルフェイスの声である。
ニコニコ生放送「西川貴教のイエノミ!!」出演時にて、年齢について触れられ、千葉から、「あら、82歳? アンダ?」と言われ、本人は、「いや、30くらい…」と発言している。
- Reonald Satty Schtrouz（レオナルド・サティ・シュトラウス）… 天井裏の恋人・ギター

勤務歴3年。部署は事務・会計。173cm 50kg。43歳（現在年齢不明）・O型。
唯一の妻子持ち（めがね奥さん、めがね娘さん・めがね犬）。
ペルー市立マチュピチュ高等学校卒。
- 王 珍々（ワン・チェンチェン）… 中国の恥さらし・ベース。

勤務歴3年ぐらい。部署は配達員。178cm 63kg。23歳（現在年齢不明）・A型。
中国人であるため日本語が少々不自由（という設定）。
日本語が少々不自由という設定だが、普通に日本語が喋れたりすることがある。
- ギガフレア… 穀潰し・ドラム

勤務歴5年。部署はメイド育成部。ex.ジュノンボーイ。181cm 67kg、26歳（現在年齢不明）・O型。
代々木アニメーション学院卒。調理師免許所持。
言葉責めが得意。
頭によくいろんなかぶり物をかぶっている。
- KURIHARA… 人間ハルマゲドン・マニピュレーター

180cm 100kg。
覆面マスクを付けており、素顔は不明。彼を題材にした、「クリリン・マンソン」という曲がある。
千葉のソロデビューシングル「ギラギラボーイズ」のPVでは素顔がギリギリ出そうで出ないシーンがある。
部署はねりま？
- メガフレア… ドラム

氣志團万博2012に登場したおっさん

## 概要
- 主に音楽関連の運送をする赤字会社という設定。
  - 普段は6人ともに、とある運送業の会社で正社員として働いている。本業は運送業で、バンドは趣味でやっているという。
  - お揃いの真っ赤なつなぎがトレードマークである。同じ会社の人にバンドをやっている事がばれないようにあのような奇抜な格好をしているらしい。また全員ゲイらしい[1]。
  - 当初ジョフを中心に結成されたが、ジョフの脱退で解散の危機に。しかしライカエジソンと独占契約を結び、解散は免れた。
- 彼等の存在が世間のヴィジュアル系に対する偏見や誤解を助長させることを避けるため、本人達はヴィジュアル系であることを否定し貨物系であると言っている。また、一部ではヴィジュアルゲイとも呼ばれる[2]。「謎の運送屋バンド」と形容される場合もある[1]。
- ライブのアンコールは、ファンが「ワン・モア・ゲイ」と掛け声をかけることで登場する。
- 一度、ライブで千葉がフルフェイスの事を「柩」と呼んでしまった事がある。
- 非常にコミカルかつ過激なライブを行い、特にボーカルの千葉は退場するさい、お客やファンに全裸姿を見せるというパフォーマンスもある。週刊誌FRIDAYに全裸パフォーマンスが記事として載る。
- 過激パフォーマンス故か、日比谷野外大音楽堂を出入り禁止になった[3]。それゆえか、2008年11月の両国国技館でのライブでは全裸パフォーマンスを行わなかった[4]（ライブのMCで、私服警官が配備されていると千葉が発言）。そして、何故かナイトメアも出入り禁止になった。
- 先輩のロックバンドからも注目されており、2008年11月に両国国技館で行われたライブでは、GLAYやPENICILLINから仙台貨物へ花が贈られており、ライブ会場の入り口に飾られていた。
- 2009年9月5日新宿にて、11月5日日本武道館公演を持って倒産すると宣言[5]。理由は千葉とフルフェイスが会社の経費を勝手に使って男遊びをしすぎたことが原因とのこと。現在仙台貨物倒産でメンバーはホームレス生活をしておりつなぎはボロボロ。特に千葉はゴミまでも漁っているという。
- 2010年、千葉が「イガグリ千葉」名義でソロ活動を行うことが公式サイトで発表された。10月6日にはタイムリーレコードより、インディーズシングル「ギラギラボーイズ」をリリース。
- 2011年5月20日（金）には＜仙台貨物 トゥアー2011「HERO」 〜帰ってきた癒しの宅配便〜＞の発表とともに復活することが公式サイトで発表された[6]。
- 結成20周年、活動復活10周年となる2021年9月22日には、ニューシングル「開運ざんまい」と「仙台貨物の大冒険」を2作同時にリリース。 「開運ざんまい」は、七福神をモチーフとした、恵比寿様に扮したすしざんまいの木村社長とのコラボが話題となった。  「仙台貨物の大冒険」は、 今までの仙台貨物の歴史を振り返り、こんな時代だからこそ前を向いていこう、というメッセージが詰まった内容となっている。  2021年9月23日（木・祝）大阪府 なんばHatchより全国6か所で開催されるツアーを行い、ツアーファイナルを2021年10月23日(土)  日比谷野外音楽堂にて、すしざんまいの木村社長も出演し見事に成功に収めた。
- 2022年1月　仙台貨物 トゥアー2021完全密着DVD-BOXを発売。ツアー完全密着の豪華な内容となっている。
- 2023年4月　ドンキホーテ古川店OPENに合わせ開店記念としてイガグリ千葉が来店。また、8月にはドンキホーテとのコラボ商品を販売した。 9月　氣志團万博2022 WELCOME ACTに出演した。

## ディスコグラフィ

### デモテープ
1. サイパン（2002年4月27日） - ライカエジソン限定販売・完売
  1. サイパン
  2. アフガニズム
2. キムチ（2002年7月21日） - 2000本ライカエジソン限定販売・完売
  1. キムチ
  2. 燃える闘魂

### アルバム
|        | 発売日         | タイトル    | 規格品番                                | 備考                          |
| ------ | -------------- | ----------- | --------------------------------------- | ----------------------------- |
| 1st    | 2004年4月1日   | 送る言葉    | CRCP-40058                              | オリコン最高87位              |
| 2nd    | 2006年7月12日  | 人生ゲイム  | VPCC-81546:初回限定盤 VPCC-81547:通常盤 | オリコン最高30位、登場回数4回 |
| 3rd    | 2009年10月28日 | 凸          | VPCC-80644:初回限定盤 VPCC-81649:通常盤 | オリコン最高15位、登場回数3回 |
| ベスト | 2013年7月10日  | スケベスト1 | AVCD-38794                              | オリコン最高17位              |
| ベスト | 2013年7月10日  | スケベスト2 | AVCD-38795                              | オリコン最高18位              |
| ベスト | 2016年8月24日  | スケベスト3 | TRCL-0132                               | オリコン最高47位              |

### ミニアルバム
|     | 発売日         | タイトル       | 規格品番                         | 備考                          |
| --- | -------------- | -------------- | -------------------------------- | ----------------------------- |
| 1st | 2013年12月18日 | チバノミクス   | AVCD-38867B                      | オリコン最高37位              |
| 2nd | 2014年7月30日  | SENDIE KAMOTSU | AVCD-38980B:CD+DVD AVCD-38981:CD | オリコン最高24位、登場回数4回 |

### シングル
|     | 発売日         | タイトル                                  | 規格品番                                                                                           | 備考                                   |
| --- | -------------- | ----------------------------------------- | -------------------------------------------------------------------------------------------------- | -------------------------------------- |
|     | 2005年2月26日  | N.M.N-NO MORE NAYAMIMUYO-                 | | ライブ会場・オフィシャルHP通販限定販売 |
| 1st | 2006年7月19日  | 神様もう少しだけ                          | VPCC-82603:初回限定盤 VPCC-82214:通常盤                                                            | オリコン最高37位、登場回数5回          |
| 2nd | 2007年10月10日 | 芸スクール漢組!!/オーバー・ザ・ゲインボー | VPCC-82614:初回生産限定盤A VPCC-82615:初回生産限定盤B VPCC-82616:初回生産限定盤C VPCC-82225:通常盤 | オリコン最高5位、登場回数6回           |
| 3rd | 2008年10月15日 | うまなみで。／絶交門                      | VPCC-82627:初回生産限定盤A VPCC-82628:初回生産限定盤B VPCC-82266:通常盤                            | オリコン最高9位、登場回数5回           |
| 4th | 2015年9月9日   | 妖怪大演奏                                | TRCL-108:初回生産限定盤 TRCL-109:通常盤                                                            | オリコン最高29位、登場回数3回          |
| 5th | 2016年8月24日  | 仕事をサボりTIGHT                         | TRCL-0131:初回生産限定盤 TRCL-0130:通常盤                                                          | オリコン最高34位、登場回数3回          |
| 6th | 2021年9月22日  | 開運ざんまい / 仙台貨物の大冒険           | LHMH-1016 / LHMH-1017                                                                              | オリコン最高24位、登場回数3回          |
| 7th | 2022年8月17日  | 日本でいちばんアツイ夏                    | LHMH-1029 / LHMH-1030                                                                              | オリコン最高22位、登場回数3回          |
|     | 2023年8月11日  | 秘密基地                                  | | 配信限定                               |
| 8th | 2023年10月4日  | E janai ka                                | LHMH-1058:Type-A LHMH-1059:Type-B LHMH-1060:Type-C                                                 |                                        |
| 9th | 2024年3月27日  | FIGHT パツイチ                            | LHMH-1065:Type-A LHMH-1066:Type-B                                                                  |                                        |

### DVD
|      | 発売日         | タイトル                                                                      | 規格品番                                    | 備考             |
| ---- | -------------- | ----------------------------------------------------------------------------- | ------------------------------------------- | ---------------- |
| 1st  | 2005年2月23日  | ゲイのから騒ぎ Live at O-West                                                 | CRBP-10027                                  | オリコン最高99位 |
| 2nd  | 2005年10月5日  | 芸リンピック EBISU 2005                                                       | CRBP-10034                                  | オリコン最高59位 |
| 3rd  | 2007年8月8日   | トゥアー人生ゲイム                                                            | VPBQ-19039                                  | オリコン最高33位 |
| 4th  | 2007年11月5日  | トゥアー2007 教師ぎんぎん物語 LIVE at 日比谷野外大音楽堂                      | VPBQ-19053                                  | オリコン最高25位 |
| 5th  | 2009年9月9日   | ライブ＆フィルムトゥアー2008 うまなみで。                                     | VPBQ-19061                                  | オリコン最高14位 |
| 6th  | 2009年10月28日 | ライブ2008「絶黄門」                                                          | VPBQ-19062                                  | オリコン最高35位 |
| 7th  | 2010年10月6日  | トゥアー2009 腐況の風〜仙台貨物FOREVER〜                                      | VPCC-81683:初回生産限定盤 VPBQ-19068:通常盤 | オリコン最高27位 |
| 8th  | 2012年12月19日 | 仙台貨物 トゥアー2011 HERO ～帰ってきた癒しの宅配便～                         | UPBH-1325                                   | オリコン最高73位 |
| 9th  | 2013年12月18日 | Sendai Kamotsu Best tour 2013「スケベスト!」FINAL @国立代々木競技場第二体育館 | AVBD-92054                                  | オリコン最高35位 |
| 10th | 2014年12月17日 | 仙台貨物 トゥアー2014 SENDIE KAMOTSU @2014.8.29 渋谷公会堂                    | AVBD-92162                                  | オリコン最高55位 |
| 11th | 2016年8月24日  | 仙台貨物トゥアー2015「妖怪大仙奏」@豊洲PIT                                    | TRDV-0005                                   | オリコン最高21位 |
| 12th | 2022年1月      | 仙台貨物 トゥアー2021完全密着DVD-BOX                                          | LHXD-2006                                   | 会場/法人限定    |

### ソロ活動
2013年現在、ソロ活動を行っているメンバーは千葉のみ。

#### シングル
|     | 発売日        | タイトル         | 規格品番                                | 備考 |
| --- | ------------- | ---------------- | --------------------------------------- | --- |
| 1st | 2010年10月6日 | ギラギラボーイズ | TRCL-0072A:初回限定盤 TRCL-0072B:通常盤 | 「イガグリ千葉」名義でインディーズリリース。 インディーズチャート初登場7位 オリコン最高117位                  |
| 2nd | 2013年10月9日 | ヤりたくて       | EAZZ-0106                               | ゴールデンボンバーの楽曲「女々しくて」の替え歌。 オリコン週間チャート初登場30位 インディーズチャート初登場4位 |

#### アルバム
|     | 発売日        | タイトル       | 規格品番  | 備考              |
| --- | ------------- | -------------- | --------- | ----------------- |
| 1st | 2012年6月13日 | 千葉の穴 vol.1 | TRCL-0073 | オリコン最高124位 |

## ミュージックビデオ
| 監督         | 曲名                                                                                      |
| 小川直也     | 「神様もう少しだけ」                                                                      |
| 小林タケヒト | 「芸スクール漢組!!」                                                                      |
| 濱崎幸一郎   | 「サタデーナイトゲイバー」「チバイズム 〜手ぬぐいを脱がさないで〜」「メタルはじめました」 |
| 藤田真一     | 「Vacuuuuuum!!」「うまなみで。」「絶交門」「腐況の風」                                    |

## タイアップ一覧
| 使用年 | 曲名                   | タイアップ                                            |
| ------ | ---------------------- | ----------------------------------------------------- |
| 2006年 | 神様もう少しだけ       | 日本テレビ系『ルドイア☆星惑三第』エンディングテーマ   |
| 2007年 | 芸スクール漢組!!       | 日本テレビ『汐留☆イベント部』10月度エンディングテーマ |
| 2008年 | うまなみで。           | 日本テレビ系『絶対やれるギリシャ神話』テーマソング    |
| 2008年 | 絶交門                 | 日本テレビ『汐留☆イベント部』10月度テーマソング       |
| 2009年 | 腐況の風               | 日本テレビ『小熊のベア部屋』10月度エンディングテーマ  |
| 2014年 | 一撃!SHABAZO伝説!!     | サンセイR&D『CR BE-BOP 檀蜜与太郎仙歌』挿入歌         |
| 2014年 | 青春哀歌               | サンセイR&D『CR BE-BOP 檀蜜与太郎仙歌』挿入歌         |
| 2021年 | 仙台貨物の大冒険       | テレビ朝日系『Break Out』10月度オープニング・トラック |
| 2022年 | 日本でいちばんアツイ夏 | テレビ東京『超音波』８月度エンディングテーマ          |

## メディア出演
- 絶対やれるギリシャ神話（日本テレビ） -  イガグリ千葉が第6話で声優として登場している。

## その他
- 株式会社松倉　パパ好み70周年プロモーションビデオ（2021年）- イガグリ千葉が出演し、CMソング「パパ好みの唄」[10]をカバーしたプロモーションビデオが youtube公式チャンネルにて公開されている[11]。

- 大崎市・おおさき宝大使(第5期、第6期) - 所縁のある数々の著名人の一人としてイガグリ千葉が選任されている。

## 主なライブ

### ワンマンライブ・主催イベント
- 2010年 - "豪華"3点責め～仙台貨物 復活までの道のり～vol.1
- 2011年 - 仙台貨物 トゥアー2011「HERO」～帰ってきた癒しの宅配便～
- 2012年 - 仙台貨物トゥアー2012 「仙台貨物だョ!全員集合!?」
- 2013年 - Sendai Kamotsu Best tour 2013「スケベスト!」
- 2013年 - 『チバノミクス』～皆の悲しみをVacuuuuuum!!!
- 2014年 - 仙台貨物 夏トゥアー 2014「SENDIE KAMOTSU」
- 2014年 - 仙台貨物 TOUR 2014「SENDAI KAMOTSU XMAS EXPRESS」
- 2015年 - トゥアー2015「妖怪大仙奏」
- 2016年 - 仙台貨物 トゥアー2016「仕事をサボって 見たい!聴きたい!!パーリナイ!!!」
- 2021年 - 仙台貨物 トゥアー2021 シン・仙台貨物～帰ってきた癒しの宅配便～
- 2021年 - 仙台貨物 トゥアー2021 仙台貨物～笑う門には福来る～
- 2022年 - 仙台貨物 トゥアー2022
- 2023年 - 仙台貨物 トゥアー2023 秘密基地でxxしたってĒ janai ka

### 出演イベント
- 2002年07月05日 - Croked Play Room #1
- 2012年09月16日 - 氣志團万博2012 ～房総ロックンロール・オリンピック～
- 2012年11月03日 - 早稲田大学 早稲田祭「UBC-jam vol.26 無知とPOP」
- 2012年12月08日 - BREAKOUT祭2012
- 2013年08月04日 - a-nation island ヒートアイランドカーニバル 2013
- 2013年09月14日 - 氣志團万博2013 ～房総爆音梁山泊～
- 2014年09月15日 - 氣志團万博2014 ～房総大パニック ! 超激突!!
- 2014年09月28日 - AOMORI SHOCK ON 2014
- 2015年09月19日 - 氣志團万博2015
- 2016年09月25日 - 氣志團万博2016 ～房総ロックンロール・チャンピオン・カーニバル～ Presented by シミズオクト
- 2022年09月18日 - 氣志團万博2022 ～房総魂～